# تومي ويساو
توماس ويساو ممثل وصانع أفلام أمريكي أوربي، أشتهر بفيلم (الغرفة) الذي أنتجه وأخرجه بالإضافة إلى لعب دور البطولة فيه بعام 2003. وقد وصف العديد من النقاد هذا الفيلم بأنه واحد من قائمة الأفلام التي اعتبرت الأسواء في التاريخ. كما أخرج تومي الفيلم الوثائقي «مشرد في أمريكا» في عام 2004، وأنشأ المسرحية الهزلية (الجيران) في 2015. لا يزال العديد من تفاصيل حياة تومي الشخصية مجهولة وأصبحت موضعاً لتنبئ المعجبين ومختلف التقارير المعقدة. ويروي كتاب «الفنان الكارثة: حياتي بداخل الغرفة. أفضل أسوء فيلم على الإطلاق» لمؤلفة غريغ سيستيرو في عام 2013 قصة صنع فيلم «الغرفة» وحياة توم خلف الكواليس، والذي بني علية فيلم (الفنان الكارثة) لاحقاً.

## أعماله
ذكر ويساو بأنه تأثر بفيلم (أسلحة نافرون) وأيضا (المواطن كين)، وتحديدا بالممثلين جيمس دين ومارلون براندو. ووفقا لسيسترو، كان وايسو مهوّساً بالممثل دين بشدة، حيث أنه كان يزور مطعم مملوكا لأحد أقرباء دين في لوس انجلوس، كما أن العديد من المحادثات في فيلم "الغرفة" مثل " أنتي تمزقيني إلى أجزاء، ياليزا" كانت مقتبسه من فيلم جيمس دين (متمردا بلا سبب). وقد شيد ويساو بتأثيراته السينمائية مثل تينسيز ويليام وأولسون ويلز واليزابيث تايلر وألفيرد هاتشكوك. وقد نوه سيسترو بإن الممثل "كان يحاول الدخول" إلى هوليود منذ أواخر ثمانينات القرن الماضي. كما روى بان ويساو ظهر في تسجيل شريط في إتش إتس غير مؤرخ وفي صف تمثيل فانسينت تشايس "الذي كانت علاقتة مع ويساو مثيرة للجدل "كما يٌزعم أن ويساو قد شارك في دورات سينمائية في كلية المجتمع في لوس أنجلوس. وخلال هذا الوقت ويساو أخرج فلماً طلابيا (السرقة لا تٌسدد) بكاميرا سوبر8 في إحدى أحياء لوس أنجلوس وست وود. وقد وصف سيستيرو الفلم، الذي لم يمثل فيه ويساو، بإنه " فقط رجل يتجول في الأرجاء ويحدق في السيارات ويستمع إلى أغنية أورجي (الإثنين الأزرق).

## وصلات خارجية
- تومي ويساو على موقع IMDb (الإنجليزية)
- تومي ويساو على موقع روتن توميتوز (الإنجليزية)
- تومي ويساو على موقع ألو سيني (الفرنسية)
- تومي ويساو على موقع ميوزك برينز (الإنجليزية)
- تومي ويساو على موقع أول موفي (الإنجليزية)
- تومي ويساو على موقع قاعدة بيانات الأفلام السويدية (السويدية)
- تومي ويساو على موقع ديسكوغز (الإنجليزية)
- تومي ويساو على موقع قاعدة بيانات الفيلم (الإنجليزية)
- تومي ويساو على موقع ليتربوكسد (الإنجليزية)
- تومي ويساو على موقع كينوبويسك (الروسية)